# Herb Bushler
Herb Bushler, né le 7 mars 1939 à New York, est un bassiste américain de jazz, jazz-funk et fusion. Il a contribué, avec David Sanborn, Joe Farrell notamment, à l'essor de ces musiques depuis les années 1970.

## Discographie
- Penny Arcade (avec Joe Farrell, Herbie Hancock, Joe Beck, Steve Gadd, Don Alias) (1974)
- Upon This Rock (avec Joe Farrell, Herbie Hancock, Joe Beck, Steve Gadd, Don Alias) (1974)
- Song of the Wind (avec Joe Farrell, Joe Beck, Jim Madison, Ray Mantilla) (1974)
- David Sanborn (1976)
- Promise me to the moon (1977)
- Heart to Heart (1978)